# Conchi Sánchez
Pour les articles homonymes, voir Sánchez, Freire et Amancio.
Concepción Sánchez Freire ou Conchi Sánchez, surnommée Conchi Amancio, née à Madrid le 28 septembre 1957 est une footballeuse pionnière du football féminin espagnol auquel elle a ouvert les portes au professionnalisme. Elle a été la première capitaine de la sélection féminine espagnole de football en 1971. À l'âge de 15 ans, en 1973, elle est recrutée par le Gamma 3 de Padoue. Jouant dans différents clubs italiens, elle remporte 5 coupes et 10 championnats. En 1997, elle est recrutée par le club anglais d'Arsenal où  elle met un terme un an après à sa carrière professionnelle de footballeuse, à l'âge de 40 ans. Elle a marqué près de 600 buts. En 2010 elle crée une école de foot féminin, le Filton College de Bristol.

## Biographie
Elle nait dans une famille ouvrière de Madrid, et à 5 ans commence à jouer au football avec les garçons de son quartier, puisqu'elle est la seule fille à pratiquer ce sport. Son père, supporter du Real Madrid lui achète sa première paire de chaussures de football. Après une période d'anonymat du football féminin, les premiers clubs se créent en 1970 sous l'impulsion de la renaissance en Europe du football féminin. Alors âgée de 13 ans, elle fait partie du club pionnier, le Sizam Paloma de Madrid, créé le 16 octobre. Son premier match public se joue contre le club Mercacredit à guichets fermés, avec 8 000 spectateurs dans le stade de Villaverde. Le score est de 5-1, Conchi Sanchez ayant marqué les 5 buts de son équipe. Elle est encensée par la presse, et le journal Marca lui donne le surnom de Conchi Amancio,.
En 1971 l'équipe féminine d'Espagne, où elle est nommée capitaine, dispute sa première partie, mais elle n'est alors reconnue ni par la Fédération royale espagnole de football, ni par l'UEFA, ni par la FIFA.
Sa carrière en Espagne dure moins de trois ans, pendant lesquels elle marque plus de 300 buts. Sa réputation de buteuse traverse les frontières, et elle reçoit une proposition de la ligue italienne lors de ses 15 ans. Elle devient la première espagnole à jouer en tant que professionnelle, à l'étranger, seuls trois espagnols avant elle ayant eu ce statut, Luis Suárez, Luis del Sol et Joaquín Peiró.
Elle travaille comme apprentie coiffeuse lorsqu'elle reçoit l'offre italienne. Elle y voit l'occasion de gagner sa vie en jouant au football, alors que la pratique féminine est décriée en Espagne. Son salaire passe de 400 pesetas mensuel à l'équivalent de 75.000 pesetas annuels en Italie. Sa première équipe italienne est la Gamma 3 de Padoue.
Elle n'a jamais pu jouer officiellement avec l'Équipe d'Espagne féminine de football, à son grand regret. La seule occasion où elle aurait pu le faire fut lorsqu'elle fut convoquée, après un reportage sur elle de la TVE, par la Fédération, qui lui proposait de jouer dans un match contre l'Italie. Elle se rendit à la rencontre, mais ne put jouer à cause d'une rupture de ligaments croisés au genou, et ne fut plus jamais rappelée ultérieurement.
Recrutée par l'Arsenal, elle y joue un an, et gagne un championnat. Elle joue son dernier match en tant que professionnelle lors d'une rencontre Liverpool-Arsenal à Anfield, où elle marque le but de la victoire. Elle prend sa retraite à 40 ans.
En Angleterre, elle achève des études de « Thérapies holistiques et nutrition » et ouvre en 2010 une école de foot féminin, le Filton College de Bristol.